# アメリカ赤十字社
アメリカ赤十字社（アメリカせきじゅうじしゃ、英: American Red Cross）は、アメリカ合衆国における赤十字社。同国において緊急援助、災害救援、災害準備教育を提供する。国際赤十字赤新月社連盟に設立当初より加盟している。
「society」の語がないので、「赤十字社」は誤り。

## 歴史および組織

### 設立者たち

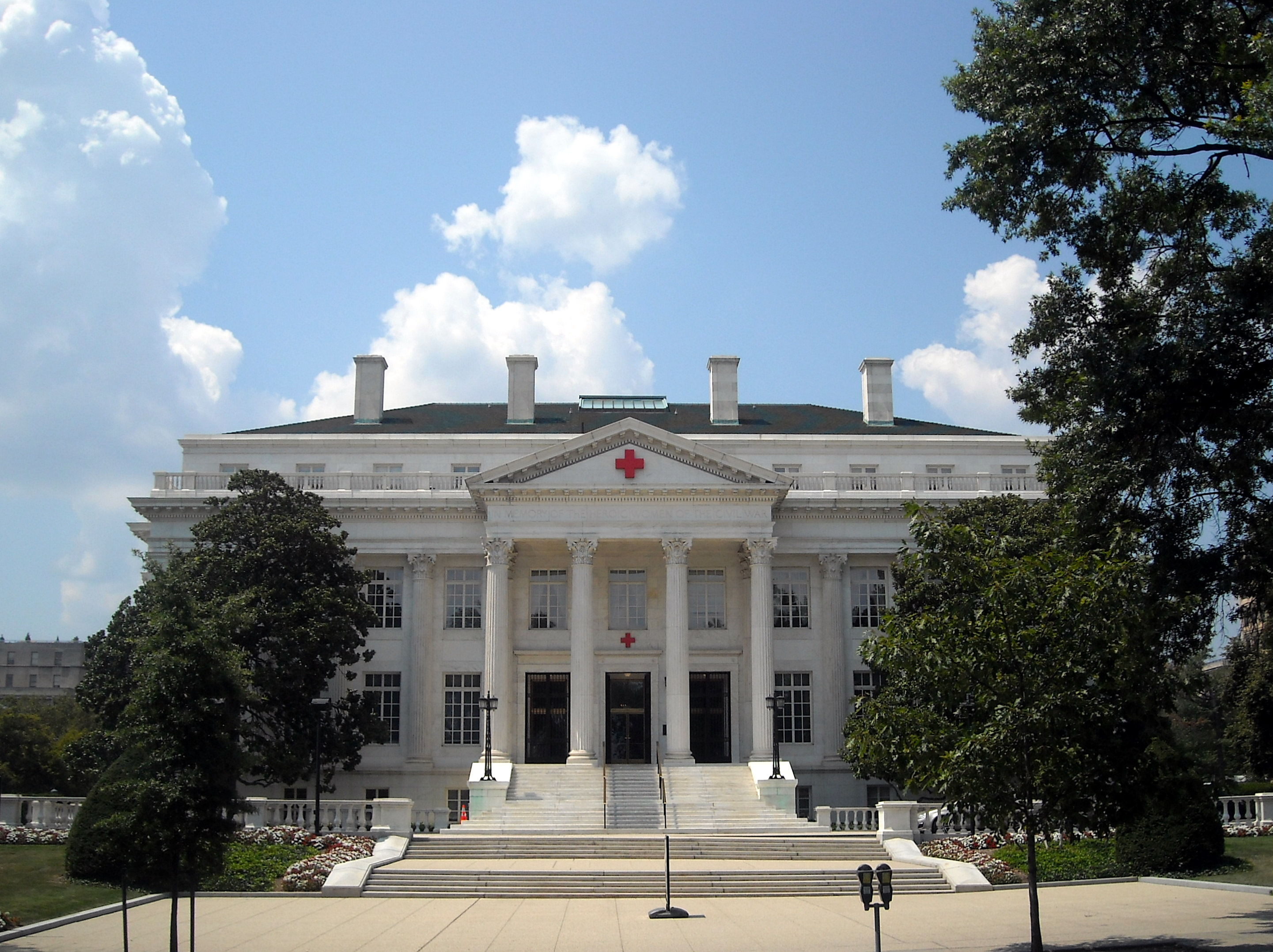
ワシントンD.C.にあるアメリカ赤十字全国本部庁舎は国定歴史建造物に指定されている。

1881年5月21日、クララ・バートンにより、ワシントンD.C.で設立された。初代社長にはバートンが就任した。同年5月12日、バートンはオマー・D・コンガー上院議員（ミシガン州選出、共和党）邸で会合を開いた。この会合には、バートン、コンガー、および後に初代副社長となるウィリアム・ローレンス下院議員（オハイオ州選出、共和党）を含む15名が出席していた。最初の地方支部は、1881年にニューヨーク州ダンズビルのイングランド福音ルーテル教会 (English Evangelical Lutheran Church of Dansville) で設立された。
1910年1月20日、ジェーン・デラノ (1862–1919) により、アメリカ赤十字看護部が設立された。

#### クララ・バートン
クララ・バートン (1821–1912) はスイスのジュネーブで赤十字の存在を知り、そのアメリカ支部を設立した。1869年に渡欧したバートンは、普仏戦争期に国際赤十字の業務に従事することとなり、赤十字という組織をアメリカに持ち帰ることを決意した。

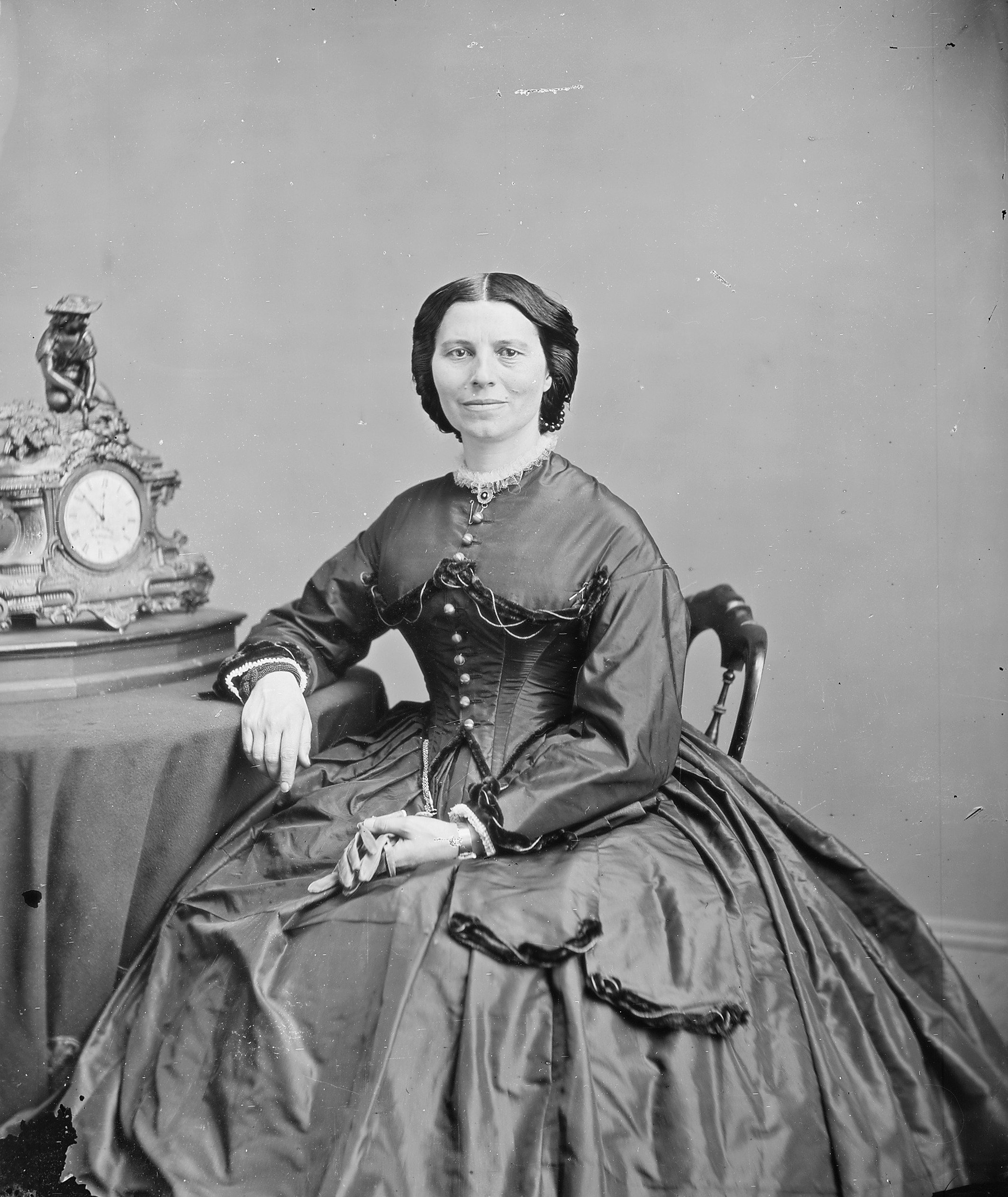
アメリカ赤十字社の設立者クララ・バートン

バートンは、1881年5月にワシントンで設立されてアメリカ全国赤十字 (American National Red Cross) の名で知られるようになる、赤十字社のアメリカ支部の代表となった。バートンと縁があったニューヨーク州北部で最初の支部が設立された。最終的にジョン・D・ロックフェラーと他の4名が献金して、ホワイトハウスの近くに全国本部を設けるのを手助けした。バートンが赤十字のアメリカ支部あるいは全世界の赤十字ネットワークを設立しようと努めていたところ、高名な奴隷制廃止論者でバートンの友人であったフレデリック・ダグラスが助言と支援を申し出た。また、ダグラスはコロンビア特別区の捺印証書登録官として、アメリカ赤十字の定款の原本に署名した。
バートンは、アメリカ赤十字が設立して初の大規模な災害救援活動の取り組みの一つとなった、1881年9月4日から6日にかけてミシガン州サム地域で発生したサム大火への対応を率いた。この大火で、5000人以上が住む家を失った。その次の大きな災害はジョンズタウン洪水で、1889年5月31日に発生した。ペンシルベニア州ジョンズタウン周辺で、2209人が死亡、数千人が負傷し、アメリカ合衆国史上最悪の災害の一つとなった。

#### 進歩的改革
やがてバートンは自らが信用をおくスタッフを増強することができなくなり、基金調達も陰りが見られるようになった。ついに1904年にバートンは辞職させられた。プロの社会福祉事業の専門家たちが支配権を握り、組織を進歩主義時代の科学的モデルに改革した。新たに指導者となったメーベル・ソープ・ボードマンは、絶えず政府高官、軍高官、ソーシャルワーカー、大資本家に意見を求めた。とりわけウィリアム・ハワード・タフトは強い影響力を持っていた。彼らが負わせた「管理主義」的な気風により、組織はバートンの個人崇拝から拡大に備えた「組織的人道主義」へと変貌を遂げた。
進歩主義時代の著名な災害の中で、赤十字の関与が大きく取り上げられたのは、1912年のタイタニック号の沈没事故でのことであった。ニューヨーク市支部はイギリスの慈善組織協会と協力して、事故の生存者と惨死者の扶養家族に資金援助した。

## 血液事業
アメリカ赤十字はアメリカ合衆国で献血された血液のおよそ40%を供給しており、その血液は病院や地方の供給者に販売される。